# San Giorgio Bigarello
San Giorgio Bigarello ist eine norditalienische Gemeinde (comune) in der Provinz Mantua in der Lombardei. 

## Lage und Einwohner
San Giorgio Bigarello liegt etwa drei Kilometer östlich von Mantua und östlich des Mincio bzw. des Parco del Mincio. Der Fluss bilde dort den Lago Superiore.  Die Gemeinde 11.836 Einwohnern (Stand 31. Dezember 2023). 

## Geschichte
Die Liebenden von Valdaro sind ein etwa 6000 Jahre altes menschliches Skelettpaar, das 2007 in einem neolithischen Grab im Ortsteil Valdaro entdeckt wurde. Bis 2018 hieß die Gemeinde San Giorgio di Mantova. Mit 1. Januar 2019 wurde die bis dahin selbständige Gemeinde Bigarello eingemeindet und der Name der Gemeinde umgeändert.  
Der alte Name San Giorgio di Mantova geht auf einen Ort zurück, der während der Napoleonischen Kriege zerstört wurde. An seiner Stelle wurden Befestigungen zum Schutze Mantuas errichtet.

## Verkehr
Durch die Gemeinde führt neben der Autostrada A22 (Modena–Brenner) auch die Strada Statale 10 Padana Inferiore sowie westlich der Ortschaft Mottella die früheren Strade Statali 236 bis Goitese und 482 Alto Polesana.